# Högsby (plaats)
Högsby is de hoofdplaats van de gemeente Högsby in het landschap Småland en de provincie Kalmar län in Zweden. De plaats heeft 1965 inwoners (2005) en een oppervlakte van 266 hectare.
Högsby is al een onafgebroken vaste woonplaats sinds de vroege ijzertijd (2e tot 3e eeuw). In de 13e eeuw werden een kerk en gerechtsgebouw (Ting) gebouwd, vanwege de strategische ligging van de plaats op een knooppunt van wegen. Tijdens een opstand tegen de Zweedse koning in de 16e eeuw werd het hele dorp verwoest.
Recentelijk heeft Högsby geprobeerd haar ligging opnieuw te gebruiken voor het versterken van de lokale economie door het openen van diverse grotere winkels op de kruising van de wegen van Växjö naar Oskarshamn en Kalmar naar Linköping. In 1998 werd in Högsby een museum over Greta Garbo geopend, omdat wordt aangenomen dat haar moeder in deze omgeving is opgegroeid. Maar zoals zoveel dorpen op het platteland is de werkloosheid hoog, trekken veel mensen weg en vergrijst de bevolking snel.

## Verkeer en vervoer
Bij de plaats lopen de Riksväg 34 en Riksväg 37.
Aan het einde van de 19e eeuw werd Högsby opgenomen in het snel groeiende spoorwegennet. Nog steeds heeft het een station op de lijn Kalmar - Berga - Linköping: de spoorlijn Kalmar - Linköping.